# 12838 Adamsmith
A 12838 Adamsmith (ideiglenes jelöléssel 1997 EL55) a Naprendszer kisbolygóövében található aszteroida. Eric Walter Elst fedezte fel 1997. március 9-én.
Nevét Adam Smith (1723 – 1790) skót közgazdász, filozófus után kapta.